# Fehér Lótusz-lázadás
A Fehér Lótusz-lázadás mandzsu-ellenes lázadás volt a Csing-dinasztia alatt. 1796-ban tört ki Szecsuan tartományban a szegény parasztok között, és az államnak egészen 1804-ig nem sikerült letörnie. A lázadás megtörte a Csing dinasztia legyőzhetetlenségének mítoszát, és valószínűleg példát mutatott a 19. század nagy lázadásainak Kínában.
A lázadás úgy kezdődött, mint a Fehér Lótusz Társaság tüntetése az adók ellen. Ez a titkos társaság azt a célt tűzte ki, hogy megdönti a Csing-dinasztiát, és visszaállítja a 200 évvel korábban megdöntött Ming dinasztiát. A társaságnak már egyszer sikerült megvalósítani céljait, amikor 1352-1387 között megbuktatták a mongol származású Jüan-dinasztiát. A Csing-dinasztia mandzsu származású volt, amely sokszor elégedetlenséget váltott ki a kínaiak között.
A Heshen (和珅) parancsa alatt levő csing katonák képtelennek bizonyultak a felkelés leveréséhez. Amikor az új császár, Jiaqing (嘉慶帝), átvette a hatalmat 1799-ben, először is megbuktatta a Heshen-klikket, és erőteljesebb mandzsu parancsnokok kezébe adta a katonaság vezetését. A lakosságot áttelepítették és őrcsapatokba szervezték. A lázadókat szisztematikusan irtották ki, de amnesztiát adtak azoknak, kik maguktól adták meg magukat. Végül 1804-ben sikerült legyőzni a lázadókat.